# State of Bengal
State of Bengal (сокращённо SOB, произносится: Стэ́йт оф Бе́нгал, дословный перевод с английского: Штат Бенгалия или Государство Бенгалия) — псевдоним британско-азиатского диджея, музыканта и продюсера, представителя музыкального направления Asian Underground. Основой его музыкального стиля являются электронная музыка и этническая музыка Бенгалии (сегодня этот регион разделён между Индией и Бангладеш). Настоящее имя — Сайфулла Заман (Saifullah Zaman), он же Сэм Заман (Sam Zaman). State Of Bengal — также название творческих коллективов, собиравшихся вокруг него.

## История[2]
Родился в Пакистане, вырос в Лондоне. Сэм начал свою творческую деятельность в конце 1980-х годов в Лондоне, находясь под впечатлением от посещения деревни в Бангладеш, где он встречался с местными музыкантами и танцорами. В Лондоне он создал проект под названием State of Bengal, в который вошли диджеи, музыканты, рэперы и танцоры. В рамках проекта происходило смешение азиатских (бенгальских) и западных культурных традиций и стилей. Среди участников того раннего проекта были такие известные люди британской-азиатской субкультуры, как его брат Дидир Заман (Deeder «Master D» Zaman; позже — участник группы Asian Dub Foundation) и MC Mustaq (лидер-вокалист Fun-Da-Mental).
В середине 1990-х годов State Of Bengal работал диджеем в лондонском клубе «Anokha», смешивая этнику и электронную музыку. Там его встретила Бьорк и, проникшись его творческими идеями, пригласила State Of Bengal для поддержки в её мировом турне и для ремикса композиции «Hunter». В сентябре 1997 года он получил контракт с инди-лейблом One Little Indian, выпускавшим, в числе прочих, пластинки Бьорк.
В следующие годы под псевдонимом State Of Bengal Сэм выпустил дебютный альбом «Visual Audio», дал серию сольных концертов, сделал множество ремиксов (в том числе для Massive Attack, Khaled, Nusrat Fateh Ali Khan).
После выхода альбома «Visual Audio», State of Bengal занялся двумя большими проектами с бенгальскими музыкантами. Результатом первого проекта-сотрудничества с индийским ситаристом Анандой Шанкаром (племянником знаменитого Рави Шанкара) стал альбом «Walking On» (1998). Второй совместный проект был с певцом-баулом (баулы: бенгальские мистические музыканты) Пабан Дас Баулом, с которым был записан альбом 2004 года «Tana Tani».
В феврале 2007 года вышел очередной сольный альбом State Of Bengal под названием «Skip-IJ».

## Избранная дискография

### Сольные альбомы
- 1999 — Visual Audio (One Little Indian , virgin, six degrees usa 2001)
- 2007 — Skip-IJ (Beetlenut Records)

### Совместные проекты
- 2000 — Ananda Shankar Experience & State of Bengal, Walking On (2000) (Realworld Records)
- 2004 — State of Bengal vs. Paban Das Baul, Tana Tani (Realworld Records)

### Участие в сборниках
- 1996 — Various artists, Anokha: Soundz of the Asian Underground (Omni/Island Records)